# Паулинью, Сержиу
Сержиу Мигел Морейра Паулинью (порт. Sérgio Miguel Moreira Paulinho, род. 26 марта 1980 в Оэйраше, Португалия) — португальский профессиональный шоссейный велогонщик. Серебряный призёр летних Олимпийских игр 2004 года в групповой гонке.

## Победы
| 2002 - Чемпионат мира до 23 лет, индивидуальная гонка на время — 3-е место 2004 - Чемпион Португалии в индивидуальной гонке на время - Тур Португалии — этапы 7 и 10 - Олимпийские игры, групповая гонка — 2-е место 2006 - Вуэльта Испании — этап 10 | 2008 - Чемпион Португалии в индивидуальной гонке на время 2009 - Тур де Франс — этап 4 (ТТТ) 2010 - Тур де Франс — этап 10 |

## Статистика выступлений наГранд Турах
| Гранд Тур | 2006 | 2007 | 2008 | 2009 | 2010 | 2011 | 2012 | 2013 | 2014 |
| --------- | ---- | ---- | ---- | ---- | ---- | ---- | ---- | ---- | ---- |
| Джиро     | -    | -    | -    | -    | -    | -    | -    | -    | -    |
| Тур       | -    | 64   | -    | 34   | 46   | 81   | 50   | 136  | 89   |
| Вуэльта   | 16   | -    | 26   | -    | -    | 85   | 70   | -    | 57   |